# Meizu PRO 5 Ubuntu Edition
Meizu PRO 5 Ubuntu Edition — це смартфон, створений китайським виробником Meizu, з операційною системою Ubuntu Touch. Це альтернатива Meizu PRO 5. Він був випущений 17 лютого 2016 року.

## Історія
Плітки про вихід Meizu PRO 5 на базі Ubuntu з’явилися після появи фотографій Meizu PRO 5 з операційною системою Ubuntu Touch 15.04. Було зазначено, що цей пристрій буде представлено на Mobile World Congress у квітні 2016 року 

### Випуск
Meizu PRO 5 Ubuntu увійшов на ринок 17 лютого 2016 року.  Міжнародні передзамовлення почалися 22 лютого 2016 року в інтернет-магазині JD.com. 

## Особливості

### Ubuntu Touch
PRO 5 Ubuntu Edition працює під управлінням Ubuntu Touch, мобільної операційної системи на прикладі дистрибутива Ubuntu Linux, винайденого Canonical. Її мета — надання безкоштовної мобільної операційної системи з відкритим кодом і впровадження іншого підходу до взаємодії з користувачем, сконцентрувавшись на так званих «областях» замість традиційних програм.

### Обладнання та дизайн
Характеристики та зовнішній вигляд PRO 5 Ubuntu Edition аналогічні Meizu PRO 5. Meizu PRO 5 споряджений процесором Samsung Exynos 7420 Octa з процесором із восьми ядер ARM Cortex, графічним процесором ARM Mali-T760 MP8 і 3 ГБ оперативної пам’яті. Головний бренд-менеджер Meizu Ард Буделінг розказав у листопаді 2015 року, що Meizu вирішила впровадити SoC Samsung Exynos, тому що це «наразі [..] єдиний вихід, якщо ви хочете сконструювати справжній пристрій преміум-класу». 
Meizu PRO 5 Ubuntu Edition оснащений металевим корпусом розмір якого 156,7 мм (6,17 дюйм) х 78,0 мм (3,07 дюйм) х 7,5 мм (0,30 дюйм) і вагою 168 г (5,9 унція) . Він має прямокутну форму із закругленими кутами та має одну головну фізичну кнопку спереду.
PRO 5 Ubuntu Edition представлений лише з 32 ГБ внутрішньої пам’яті та оснащений корпусом кольору шампань.
PRO 5 Ubuntu Edition володіє 5,7-дюймовий ємнісним сенсорним дисплеєм AMOLED із мультисенсорним керуванням та роздільною здатністю FHD 1080 на 1920 пікселів. Щільність пікселів дисплея становить 387 ppi.
Додатком до сенсорного входу та передньої клавіші, є регулятор гучності та кнопка живлення з правого боку та 3,5-мм аудіороз’єм TRS, який живиться від спеціального підсилювача Hi-Fi, що підтримує 32- бітове аудіо з частотним діапазоном до 192 кГц.
У PRO 5 Ubuntu Edition присутній роз’єм USB-C для передачі даних та для зарядки.
Meizu PRO 5 Ubuntu Edition обладнаний двома камерами. Головна камера з роздільною здатністю 21,16 Мп, діафрагмою ƒ/2,2 і 6-елементним об’єктивом. Додатково, фазове автофокусування задньої камери підтримується лазером. Фронтальна камера має роздільну здатність 5 Мп, діафрагму ƒ/2.0 і 5-елементний об’єктив.

## Відгук
Не зважаючи на те, що цей пристрій хвалили за його технічні характеристики та якість збірки, критики розкритикували операційну систему Ubuntu Touch.
GSMArena заявили, що «загалом, усі комплектуючі, які зробили Meizu Pro 5 неймовірним, все ще застосовуються, але навіть на схемі ми вже бачимо досить багато компромісів, створених новою ОС у випуску Ubuntu». 
Softpedia оцінили пристрій в 4 із 5 балів, здійснивши висновок, що вони «порекомендують [] Meizu PRO 5 Ubuntu Edition тим, хто є фанатом смартфонів з великими екранами, фанатам Ubuntu Phone [..], а також дуже допитливим людям. які легко набридають і завжди із задоволенням пробують щось нове». 

## Дивіться також
- Meizu
- Meizu PRO 5
- Порівняння смартфонів
- Список мобільних телефонів з відкритим кодом

## Зовнішні посилання
- Офіційна сторінка продукту Meizu